# Montguers
Montguers ist ein Ort und eine französische Gemeinde mit 44 Einwohnern (Stand 1. Januar 2022) im Département Drôme in der Region Auvergne-Rhône-Alpes (vor 2016 Rhône-Alpes). Sie gehört zum Arrondissement Nyons und zum Kanton Nyons et Baronnies.

## Lage
Montguers liegt etwa 60 Kilometer nordöstlich von Avignon. Die Ouvèze begrenzt die Gemeinde im Süden. Umgeben wird Montguers von den Nachbargemeinden Roussieux im Norden, Montauban-sur-l’Ouvèze im Osten und Südosten, Rioms im Süden sowie Saint-Auban-sur-l’Ouvèze im Westen.

## Bevölkerungsentwicklung
| Jahr                       | 1962 | 1968 | 1975 | 1982 | 1990 | 1999 | 2006 | 2019 |
| -------------------------- | ---- | ---- | ---- | ---- | ---- | ---- | ---- | ---- |
| Einwohner                  | 39   | 39   | 58   | 56   | 50   | 55   | 57   | 48   |
| Quellen: Cassini und INSEE |      |      |      |      |      |      |      |      |

## Sehenswürdigkeiten
- Kirche Saint-Arnoux
- Mühle